# Lugal-Zage-Si

Màxima extensió dels dominis de Lugal-Zage-Si

Lugal-Zage-Si o Lugalzagesi va ser un rei d'Umma que va exercir breument l'hegemonia sobre Sumer entre el 2358 i el 2334 a.n.e., segons la cronologia mitjana, o entre el 2296 i el 2271 a.n.e., segons la cronologia curta. És considerat l'únic rei de la tercera dinastia d'Uruk, ja que va arribar a l'hegemonia quan havia conquerit el tron en aquesta ciutat.
El seu pare es deia Babu i era lumah (un càrrec religiós) de la dea Nisaba, molt venerada a Umma i protectora de la ciutat. Lugalzagesi va ocupar també aquest càrrec i, en un moment donat, va usurpar el poder reial a la ciutat. Els reis d'Umma, com a altres ciutats, es titulaven "ensi".
Va atacar Lagash i en va destruir els temples, cosa que el rei Urukagina de Lagash esmenta com a crims en una inscripció, i acusa la dea Nisaba. Sembla deduir-se de la inscripció que els atacs es van perllongar algun temps fins que Lagash va ser conquerida. Això va establir el poder hegemònic d'Umma, que seguidament va conquerir Uruk. Lugalzagesi es va titular llavors "rei d'Uruk i del país de Sumer". També hauria conquerit Kix de mans d'Ur-Zababa.
En una inscripció, esmenta els títols religiosopolítics de les ciutats que dominava, bé per conquesta, bé per submissió: així, es titula gran sacerdot del déu Ana d'Uruk, ensi del déu Enlil de Nippur, gran visir del déu Su'en (Sin) d'Ur (que és el déu accadi Nanna) i governador del déu Utul de Larsa. Se sap que governava també Adab i Eridu. Va obrir vies comercials amb el Mediterrani i l'ensi Meskigala d'Adab en fa esment en una inscripció quan parla de la importació de fusta des del país muntanyós del cedres, potser el Líban o el Taurus Oriental. Aquesta incursió és considerada poc més que una ràtzia pels moderns historiadors, però en tot cas la inscripció marca per primer cop el que els sumeris consideraven la vora occidental del món. En la inscripció diu que "Enlil" li havia concedit totes les terres entre el mar superior i l'inferior (entre la Mediterrània i el golf Pèrsic). No obstant això, anteriorment, Lugal-Ane-Mundu d'Adab ja havia arribat a la Mediterrània i les muntanyes del Taure o el Líban, però això resulta de documents no contemporanis.
La llista de reis sumeris li assigna un període de 25 anys (algunes còpies en diuen 34). El poder de Lugalzagesi va acabar després de ser derrotat en 34 batalles per Sargon d'Accad després del 2338 aC. Segons les versions babilònies tardanes, Sargon va fer presoner Lugalzagesi després de destruir les muralles d'Uruk, i el va portar lligat pel coll al temple de Nippur. Sargon s'hauria titulat "rei legítim" de Kish perquè no considerava legítim d'aquest estat Lugalzagesi.